# Dekadent
Dekadent so black metal skupina iz Slovenije, ustanovljena leta 2005. Skupina se je razvila iz stranskega projekta Arturja Felicijana, imenovanega Vigred (pomlad). Sedanje ime so dobili, ko je projekt dobil še ostale člane.

## Biografija
Idejna zasnova za skupino Dekadent izvira iz obdobja, ko je Artur Felicijan deloval v ljubljanski zasedbi Noctiferia. Po odhodu iz omenjene skupine, je po nekajletnem premoru zagnal solo projekt imenovan Vigred. Temelji projekta Vigred so bili surovost black metal glasbe, obenem pa izpostavitev novega duha te ekstremne glasbene zvrsti. Kmalu je za projekt posnel demo Manifestation of Seasonal Bleeding, ki pa je kasneje izšel kot prvenec skupine Dekadent. V času izdaje so se Felicijanu pridružili še Andraž Krpič (tolkala/baterija), Boštjan Ivančič (spremljevalna kitara) ter basist Andrej Bohnec (Scaffold/Abattoir). Pred prvim nastopom v klubu K4 se je živi zasedbi kot klaviaturist pridružil še Alen Felicijan. V istem obdobju je Felicijan z ostalimi člani zasedbe pripravljal nov album, kar je rezultiralo v izdaji dvojnega avdio/vizualnega albuma The Deliverance of the Fall. Album se ponaša s konceptualno zgodbo, ki deluje kot osnova razširjenemu videospotu oz. istoimenskemu kratkometražnemu filmu. V letu 2011 skupina izda album Venera: Trial & Tribulation. Leta 2015 je skupina izdala svoj četrti album Veritas, ki je podobno kot drugi album The Deliverance of the Fall, podkrepljen s kratkim filmom. Leta 2019 je izšel album The Nemean Ordeal.

## Zasedba

### Trenutni člani
- Artur Felicijan – vokal, kitara, fx (2005-)
- Gajwasz – kitara (2010-)
- Tine Horvat – bobni (2014-)
- Gal – bas kitara (2015-)

### Občasni/bivši člani
- Katja Kodelja – ženski vokal na albumu The Deliverance of the Fall
- Valentina Lacovich – ženski vokal na albumu Manifestation of Seasonal Bleeding
- Andraž Krpič – bobni (2005-2008)
- Andrej Bohnec – bas kitara (2006-2008)
- Alen Felicijan – klaviature (2006-2010)
- Boštjan Ivančič – kitara (2006-2010)
- Dani »Garghuf« Robnik – bobni (2008-2010)
- Nejc "Naur" Vrečar – bas kitara (2008-2011)
- Žiga "Typh" Zupanc - bobni (2010-2012)
- Matej "Drouth" Ovsenek – bas kitara (2011-2015)

## Diskografija
- Manifestation of Seasonal Bleeding – (album) 2006
- The Deliverance of the Fall – (album) 2008
- Venera: Trial & Tribulation – (album) 2011
- Veritas – (album) 2015
- The Nemean Ordeal – (album) 2019

### Video
- Vigred (videospot) 2005
- Dissident Dream (videospot) 2006
- The Deliverance of the Fall (film) 2008
- Raided (videospot) 2011
- Veritas (film) 2015
- Pasijon (videospot) 2016